# Alexandre Schaumasse
Alexandre Schaumasse, francoski astronom, * 1882, † 1958.

## Delo
Schaumasse je odkril komet 24P/Schaumasse. Je soodkritelj kometov C/1913 J1 in C/1917 H1 (komet s parabolični tirnico ). Odkril je tudi dva asteroida.
Njemu v čast so poimenovali asteroid 1797 Schaumasse.